# Henry Nock
Henry Nock (20 de setembro de 1741  — 1804 (63 anos)), foi um inventor e engenheiro britânico da era napoleônica, mais conhecido como armeiro.
Nock produziu muitas armas inovadoras, incluindo um mecanismo de ação que dispensa o uso de parafusos e a pistola de sete canos,  comumente conhecida como a "arma Nock". Foi um grande fornecedor para os militares durante as Guerras Napoleônicas, e suas pistolas de duelo de alta qualidade e espingardas de cano duplo eram muito procuradas. Nock também fazia peças caras para a aristocracia e a realeza e era um fabricante de armas indicado pelo rei. O negócio de Nock acabou se tornando a Wilkinson Sword, uma empresa que hoje fabrica lâminas de barbear e outros equipamentos e, até 2005, fabricava espadas de cerimonial para o exército britânico.

## Carreira
Henry Nock abriu sua empresa em Londres em 1772, aparecendo nos livros de taxas de 1772 como um armeiro em Mount Pleasant, Londres.
Em abril de 1775, ele formou uma parceria com outros fabricantes de armas, William Jover e John Green, para vender armas de fogo feitas sob a patente inglesa nº 1095 de 83 Long Acre. Em 1779, ele se mudou para o distrito de Whitechapel e para Castle Alley em Whitechapel no ano seguinte, quando ele projetou e produziu armas de 7 canos para a Junta de Artilharia e seguiu com um mecanismo de ação que dispensa o uso de parafusos (1786), uma "wall gun" (1788), o mosquete do duque de Richmond (1792), a pistola Royal House Artillery (1793) e uma carabina e pistola de cavalaria em 1796.
De 1784 até sua morte em 1804, ele ficou baseado em 10 Ludgate Street, com fábricas em Moses e Aaron Alley, 27 Goulston Street e 9 Castle Alley, Whitechapel. Durante o mesmo período, ele teve um campo de tiro em Clowters Gardens, atrás da Igreja de St. George, na Blackfriar's Road. Durante esses anos, ele obteve sua própria patente, a Patente Inglesa No. 1598 em 1787 para um design de culatra aprimorado.
Pouco depois de se mudar para o distrito de Whitechapel, Nock fez um conjunto de medidores para a Gunmakers Company Proof House em 1781, mas logo depois cortou seus laços com a empresa em 1784. De 1771 a 1804, Nock foi contratado pelo Board of Ordnance e de 1777 até um ano antes de sua morte, ele foi contratado pela Companhia das Índias Orientais para o fornecimento de armas.
Em julho de 1778, a Gunmaker's Company, depois de argumentar que a perda de renda era em parte devido à falta de um reconhecimento formal, fez uma petição ao "Lord Mayor" e aos Vereadores e obteve êxito. Como resultado, a Gunmaker's Company assumiu seu lugar na vida social da cidade e desempenhou seu papel nos negócios e na política, incluindo a eleição dos vereadores e do Lord Mayor. Obviamente atraído pelo status recém-descoberto ao ser vinculado à Companhia, Nock teve seu próprio reconhecimento conferido em 1795 e subiu na hierarquia para se tornar Assistente em 1792 e finalmente Mestre em 1802.
Ele morreu em 1804 e foi sucedido por seu capataz e genro, James Wilkinson.